# Oecetis arctipennis
Oecetis arctipennis là một loài Trichoptera trong họ Leptoceridae. Chúng phân bố ở miền Australasia.